# You Should See Me in a Crown
You Should See Me in a Crown (Eigenschreibweise: you should see me in a crown) ist ein Lied der US-amerikanischen Singer-Songwriterin Billie Eilish. Es wurde ursprünglich am 20. Juli 2018 als Digital-Single veröffentlicht und später für Billie Eilishs Debütalbum When We All Fall Asleep, Where Do We Go? (29. März 2019) verwendet.

## Hintergrund
Der Titel des Liedes wurde von einer Szene aus der dritten Episode der zweiten Staffel der BBC-Fernsehserie Sherlock mit dem Titel Der Reichenbachfall inspiriert, in der der Bösewicht Jim Moriarty die Worte „...honey, you should see me in a crown“ (deutsche Synchronisation: „ich sehe hinreißend mit Krone aus, Schatz“) sagt. Eilish und O’Connell, die Fans der Serie sind, hielten die Zeile für „dope“ („cool“) und beschlossen, einen Song um das Zitat herum zu schreiben. Das Lied Human der iranisch-niederländischen Sängerin Sevdaliza wurde ebenfalls als einer der Einflüsse des Titels zitiert.

## Musikvideos
Am 10. August 2018 folgte auf YouTube ein vertikales Musikvideo. Im Video krabbeln Spinnen auf Billies Gesicht und Körper. Eine Spinne läuft aus ihrem Mund.
Ein weiteres Musikvideo folgte am 17. April 2019. Das Musikvideo wurde in Zusammenarbeit mit dem zeitgenössischen japanischen Künstler Takashi Murakami produziert.

## Text
In diesem Lied teilt Billie ihre Pläne für die Weltherrschaft mit.

## Kommerzieller Erfolg

### Chartplatzierungen
In den US-amerikanischen Billboard Hot 100 debütierte das Lied in der Woche vom 4. August 2018 auf Platz 93. In der Woche vom 13. April 2019 erreichte es den 41. Platz, was die Höchstposition blieb. (Dies war die Woche, in der Billie Eilishs Debütalbum When We All Fall Asleep, Where Do We Go? in den Billboard-200-Charts debütierte.)
| ChartsChartplatzierungen       | Höchstplatzierung | Wochen |
| ------------------------------ | ----------------- | ------ |
| Deutschland (GfK)              | 79 (1 Wo.)        | 1      |
| Vereinigte Staaten (Billboard) | 41 (8 Wo.)        | 8      |
| Vereinigtes Königreich (OCC)   | 60 (6 Wo.)        | 6      |

### Auszeichnungen für Musikverkäufe
Am 27. September 2019 wurde die Single mit Platin für eine Million verkaufte Exemplare in den USA ausgezeichnet.
| Land/Region                  | Auszeichnungen für Musikverkäufe (Land/Region, Auszeichnung, Verkäufe) | Verkäufe  |
| ---------------------------- | ---------------------------------------------------------------------- | --------- |
| Australien (ARIA)            | 4× Platin                                                              | 280.000   |
| Brasilien (PMB)              | Diamant                                                                | 160.000   |
| Dänemark (IFPI)              | Gold                                                                   | 45.000    |
| Deutschland (BVMI)           | Gold                                                                   | 200.000   |
| Italien (FIMI)               | Gold                                                                   | 25.000    |
| Kanada (MC)                  | 4× Platin                                                              | 320.000   |
| Mexiko (AMPROFON)            | Diamant · + 9× Gold                                                    | 570.000   |
| Neuseeland (RMNZ)            | 2× Platin                                                              | 60.000    |
| Österreich (IFPI)            | Platin                                                                 | 30.000    |
| Polen (ZPAV)                 | 2× Platin                                                              | 40.000    |
| Portugal (AFP)               | Platin                                                                 | 10.000    |
| Schweiz (IFPI)               | Platin                                                                 | 20.000    |
| Spanien (Promusicae)         | Gold                                                                   | 30.000    |
| Vereinigte Staaten (RIAA)    | 2× Platin                                                              | 2.000.000 |
| Vereinigtes Königreich (BPI) | Platin                                                                 | 600.000   |
| Insgesamt                    | 5× Gold · 22× Platin · 2× Diamant ·                                    | 4.390.000 |

Hauptartikel: Billie Eilish/Auszeichnungen für Musikverkäufe